# جام آریامهر
جام آریامهر یک تورنمنت سابق تنیس حرفه‌ای مردان بود که در چارچوب مسابقات قهرمانی تنیس جهان در سال ۱۹۷۱ و گرند پری تنیس از سال ۱۹۷۳ تا ۱۹۷۷ برگزار شد. این مسابقات در زمین‌های تنیس رُسی باشگاه شاهنشاهی تهران و در فضای باز انجام می‌شد.

## فینالها

### تک نفره
| سال  | قهرمان         | نایب قهرمان  | نتیجه              |
| ---- | -------------- | ------------ | ------------------ |
| ۱۹۷۱ | مارتی ریسن     | جان الکساندر | ۷–۶، ۶–۳، ۶–۱، ۶–۷ |
| ۱۹۷۲ | برگزار نشد     | برگزار نشد   | برگزار نشد         |
| ۱۹۷۳ | رائول رامیرز   | جان نیوکمب   | ۶–۳، ۷–۵، ۶–۱، ۶–۷ |
| ۱۹۷۴ | گیرمو ویلاس    | رائول رامیرز | ۶–۱، ۶–۳، ۶–۰      |
| ۱۹۷۵ | ادی دیبز       | ایوان مولینا | ۶–۴، ۷–۵، ۶–۴، ۱–۶ |
| ۱۹۷۶ | مانوئل اورانتس | رائول رامیرز | ۶–۴، ۲–۶، ۶–۰، ۷–۶ |
| ۱۹۷۷ | گیرمو ویلاس    | ادی دیبز     | ۶–۱، ۱–۶، ۶–۴، ۶–۲ |

### دونفره
| سال  | قهرمان                     | نایب قهرمان                 | نتیجه              |
| ---- | -------------------------- | --------------------------- | ------------------ |
| ۱۹۷۱ | جان نیوکمب تونی روچه       | باب کارمیچل ری روفلز        | ۱–۶، ۷–۶، ۴–۶      |
| ۱۹۷۲ | برگزار نشد                 | برگزار نشد                  | برگزار نشد         |
| ۱۹۷۳ | راد لیور جان نیوکمب        | روس کیس جف مسترز            | ۲–۶، ۶–۷           |
| ۱۹۷۴ | مانوئل اورانتس گیرمو ویلاس | برایان گوتفرید رائول رامیرز | ۲–۶، ۶–۲، ۶–۷      |
| ۱۹۷۵ | خوان گیسبرت مانوئل اورانتس | باب هیوت فرو مک‌میلان        | ۴–۶، ۱–۶، ۷–۶، ۵–۷ |
| ۱۹۷۶ | ویچخ فیباک رائول رامیرز    | خوان گیسبرت مانوئل اورانتس  | ۱–۶، ۵–۷           |
| ۱۹۷۷ | ایون تسیریاک گیرمو ویلاس   | باب هیوت فرو مک‌میلان        | ۴–۶، ۱–۶، ۶–۱      |